# Echio (guerriero troiano)
Echio (in greco antico: Ἐχίος?) è un personaggio della mitologia greca, personaggio dell'Iliade (XVI, vv. 416-418), fu un guerriero troiano.

## Mitologia
Echio fu ucciso da Patroclo nell'azione bellica descritta nel libro XVI dell'Iliade relativo alla battaglia delle navi.